# Supercykelväg

En supercykelväg i Nederländerna.

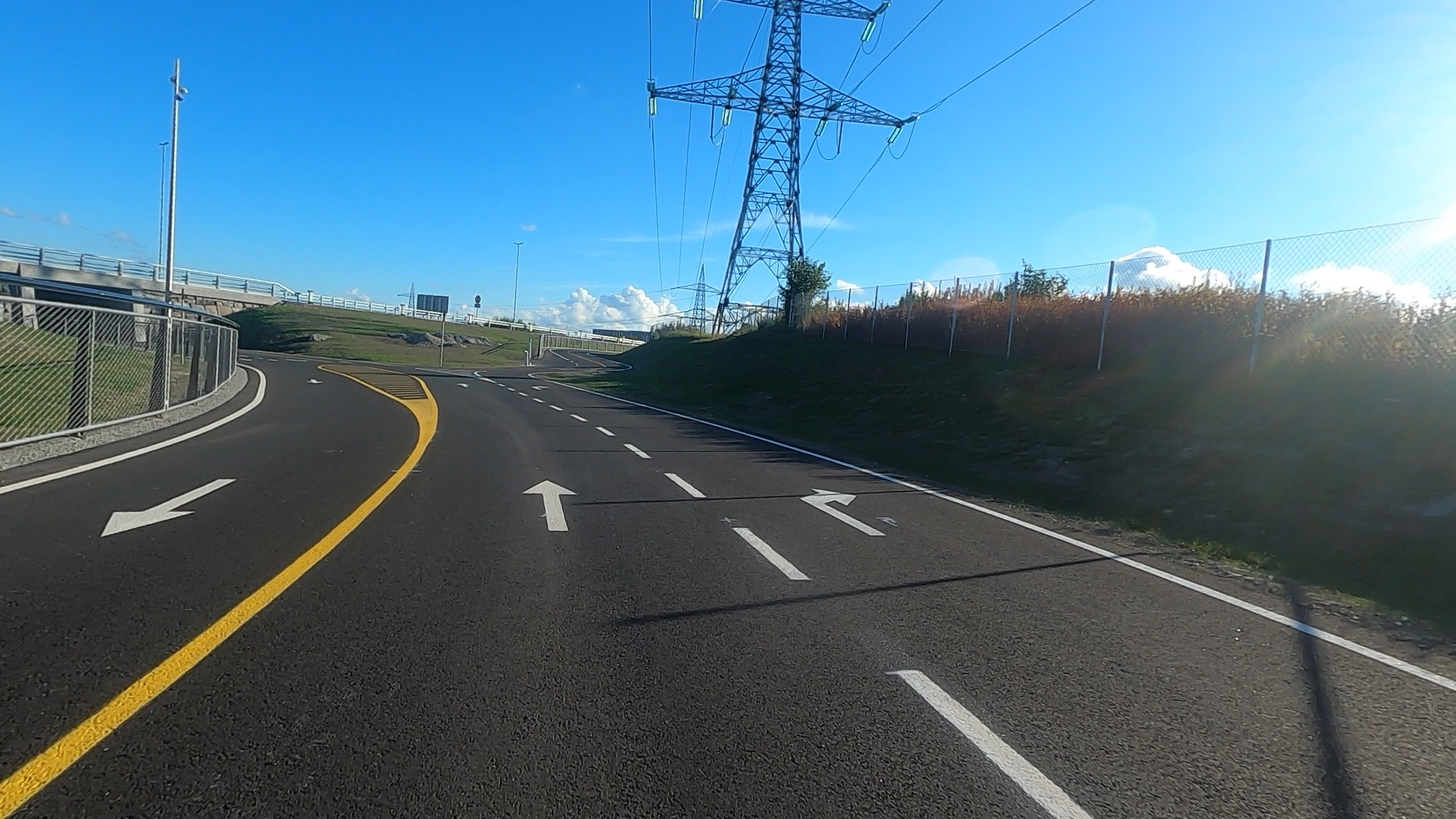
En cykelmotorväg i Norge.

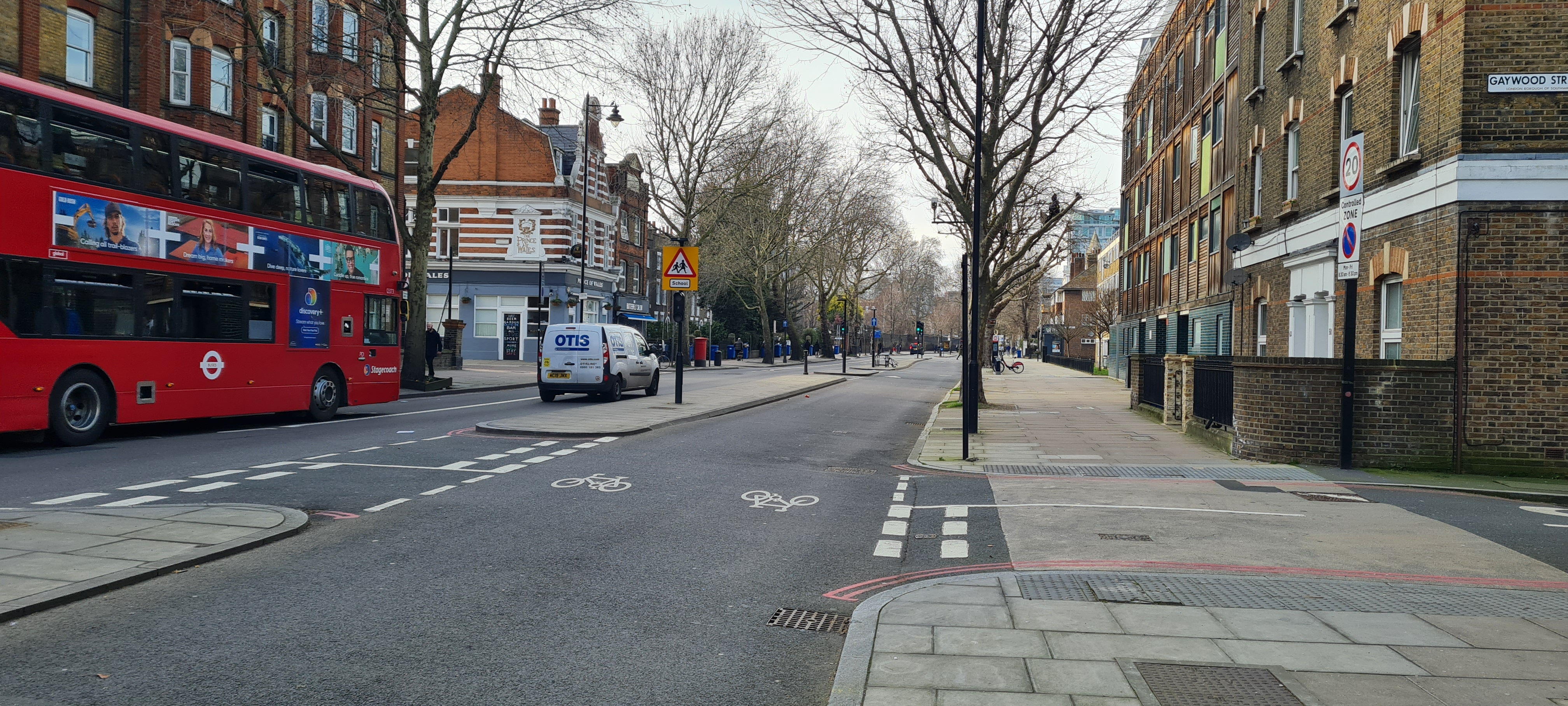
Ett snabbt cykelstråk.

Ett snabbt cykelstråk är en separerad cykelväg som har god tillgänglighet, säkerhet och framkomlighet för att man som cyklist ska kunna ta sig fram snabbt. Om möjligt har cyklisterna även företräde gentemot andra fordon och trafiksignaler. Snabbt cykelstråk kallas ibland cykelmotorväg, supercykelväg, cykelstrada eller cykelexpressrutt.
I Nederländerna finns det sedan länge så kallade "fietssnelwegen" och i Danmark kallas det "cykelsuperstier". I Belgien finns det också "fietssnelwegen" (nederländska) eller "autoroutes cyclables" (franska).

## I Sverige
I oktober 2011 började Örebro bygget av två snabba cykelvägar, vilka invigdes i maj 2012. Det ena stråket kallas Svampenleden och går från stadens centrala delar till ett industriområde och bostads- och villaområden i norr. Det andra, Hagaleden, går västerut till industri- och stora bostadsområden. Dessa kallas i kommunens cykelnätsplan huvudcykelstråk. Tre till huvudcykelstråk, Oxhagenleden, Västerleden och Örnsrolänken, invigdes 2013. Därefter har ytterligare huvudcykelstråk tillkommit och Örebros huvudcykelstråk omfattade över 30 km år 2020. I slutet av år 2022 omfattade huvudcykelstråken i Örebro 34 km.
Ett snabbt cykelstråk skapades på Umeå campus under 2018. Denna förlängdes med en andra etapp under 2019.
Region Skåne planerar tillsammans med Skånes kommuner och Trafikverket för flera supercykelvägar i Skåne. Bland annat planeras för supercykelväg mellan Lund och Malmö, vilken i sin helhet planeras kunna invigas före år 2027. Förslag om en supercykelväg mellan Lund och Malmö har funnits sedan 2011. I juni 2011 påbörjade Trafikverket en studie för att ta fram förslag på sträckning. En förstudie av befintliga gång- och cykelvägar längs sträckan  gjordes 2012 och en samhällsekonomisk analys 2013.